# Пежо тип 127
Пежо тип 127 (фр. Peugeot Type 127) је аутомобил произведен између 1910. и 1912. године од стране француског произвођача аутомобила Пежо у њиховој фабрици у Оданкуру. У том раздобљу је укупно произведено 1.226 јединица.
Возило покреће четвороцилиндрични четворотактни мотор постављен напред, а преко кардана је пренет погон на задње точкове. Његова максимална снага била је 10 КС, запремина 2000 cm³, а развијао је максималну брзину од 60 км/ч.
Постоје две варијанте 127 и 127 А са међуосовинским растојањем од 2.774 мм, и размаком точкава 1.250 мм. Облик каросерије торпедо, са местом за четири особе.

## Галерија
- Пежо тип 127 из 1911.
- Пежо тип 127 торпедо из 1910.
- Пежо тип 127